# یواس‌اس ال‌اس‌تی-۱۱۹
یواس‌اس ال‌اس‌تی-۱۱۹ (به انگلیسی: USS LST-119) یک کشتی بود که طول آن ۳۲۸ فوت (۱۰۰ متر) بود. این کشتی در سال ۱۹۴۳ ساخته شد.